# بمب‌گذاری کاخ بولهراد
بمب‌گذاری کاخ بولهراد (انگلیسی: Bolgrad palace bombing) در کشور رومانی در تاریخ ۱۳ دسامبر ۱۹۲۱ رخ داد. انفجار این بمب منجر به کشته‌شدن ۱۰۰ سرباز و افسر پلیس شد. جدایی‌طلبان بیسارابیا مظنون به انجام این بمب‌گذاری بودند.